# Tänassilma (Viljandi)
Tänassilma (avant 1920 : Tenassilm) est un village estonien de la commune de Viljandi dans la région de Viljandi. 

## Description
Il se trouve entre la rivière Tänissilma et la route de Tartu à Viljandi à 15 km à l'est de Viljandi.
On trouve une maison communale au village ainsi qu'une poste. Le village est surtout connu pour son ancienne église orthodoxe  qui, malgré sa restauration dans les années 1980, se trouve aujourd'hui en état d'abandon.
Le village a une population de 160 habitants.